# 24438 Michaeloy
24438 Michaeloy (tên chỉ định: 2000 EV94) là một tiểu hành tinh vành đai chính. Nó được phát hiện bởi dự án Nghiên cứu tiểu hành tinh gần Trái Đất Lincoln ở Socorro, New Mexico, ngày 9 tháng 3 năm 2000. Nó được đặt theo tên Michael Jeffrey Loy.